# Guido Sanguineti
Guido Sanguineti (Valparaíso, ... – Chiavari, 30 dicembre 1958) è stato un dirigente sportivo e imprenditore italiano, presidente del Genoa dal 1920 al 1926.

## Biografia
Nato nella folta comunità genovese di Valparaíso, importante porto cileno, si trasferisce a Genova, dove si iscrive nel 1904 al Genoa su invito dello zio Nicolò Bacigalupo, noto poeta dialettale, tifoso rossoblu.   

### Presidente del Genoa
Dopo anni di presenza nei consigli societari, riesce ad assumere la carica di presidente dei rossoblu nel 1920.
I primi anni della sua gestione, benché la squadra abbia una rosa importante, sono avari di risultati. 
Nel 1922 però comincia il cosiddetto biennio d'oro, vincendo il campionato 1922-1923 senza subire alcuna sconfitta e bissando il successo l'anno seguente.
Per seguire le sue aziende in Sudamerica, nel 1926 Sanguineti lascia l'incarico di presidente a Vincent Ardissone.
Nel 1948 in occasione del 50º anniversario della F.I.G.C. fu insignito del titolo di pioniere del calcio italiano.

### Pallanuoto
Sotto la sua gestione chiude i battenti la vincente sezione di pallanuoto del Genoa, ritirandosi da tutti i campionati.